# سفرهای بارترام

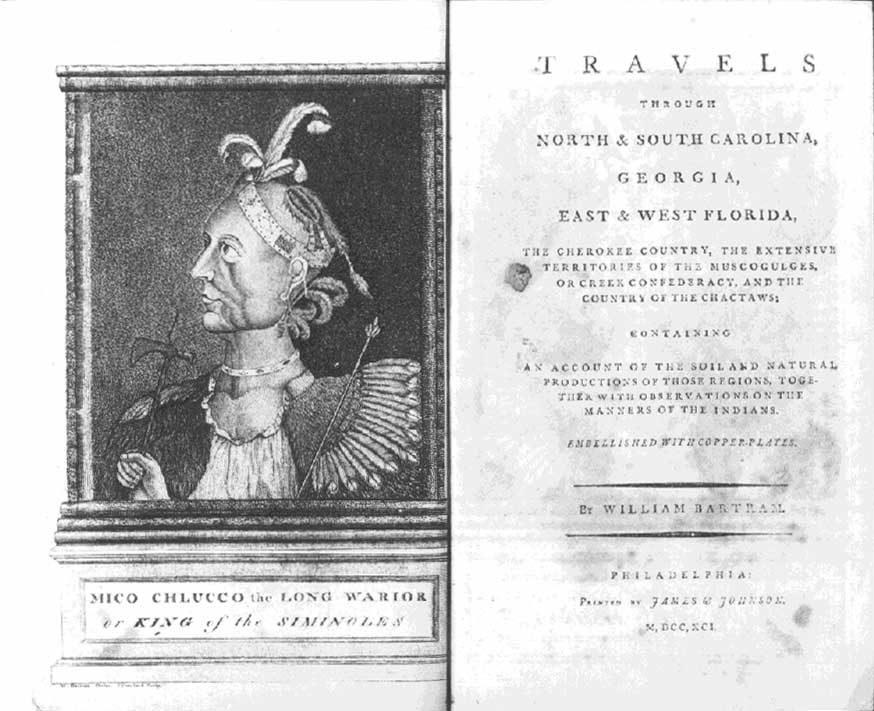
دیباچه سفرهای بارترام با تصویری از میکو کلوکو جنگجوی مداوم

سفرهای بارترام عنوان کوتاه کتاب طبیعت‌شناس ویلیام بارترام است که سفرهای او در جنوب آمریکا و برخورد با سرخپوستان آمریکا بین سال‌های ۱۷۷۳ و ۱۷۷۷ را شرح می‌دهد. این کتاب در فیلادلفیا، پنسیلوانیا در سال ۱۷۹۱ توسط شرکت جیمز و جانسون منتشر شد.
عنوان کامل کتاب سفرهایی از کارولینای شمالی و جنوبی، جورجیا، فلوریدا شرقی و غربی، کشور چروکی، سرزمین‌های وسیع کنفدراسیون موسکوگولج یا کریک و کشور چاکتاوها است. حاوی گزارشی از خاک و تولیدات طبیعی آن مناطق؛ همراه با مشاهدات در مورد آداب سرخپوستان، است.